# كيث جاكسون (لاعب كرة قدم أمريكية أمريكي)
كيث جاكسون (بالإنجليزية: Keith Jackson)‏ هو لاعب كرة قدم أمريكية أمريكي، ولد في 19 أبريل 1965 في ليتل روك في الولايات المتحدة.

## وصلات خارجية
- كيث جاكسون على موقع مرجع كرة القدم المحترفة.كوم (الإنجليزية)